# Valderrey (kommunhuvudort)
Valderrey är en kommunhuvudort i Spanien.   Den ligger i provinsen Provincia de León och regionen Kastilien och Leon, i den nordvästra delen av landet, 290 km nordväst om huvudstaden Madrid. Valderrey ligger 832 meter över havet och antalet invånare är 567.
Terrängen runt Valderrey är lite kuperad. Runt Valderrey är det ganska glesbefolkat, med 42 invånare per kvadratkilometer. Närmaste större samhälle är Astorga, 7,7 km norr om Valderrey. Trakten runt Valderrey består till största delen av jordbruksmark.